# Церква святого архістратига Михаїла (Ішків)
Церква святого архістратига Михаїла в Ішкові — парафія і храм греко-католицької громади Козлівського деканату Тернопільсько-Зборівської архієпархії Української греко-католицької церкви в селі Ішків Тернопільського району Тернопільської области.

## Історія церкви
Греко-католицька парафія була заснована у 1802 році. Храм збудували у 1934 році на пожертви місцевих жителів і того ж року освятив владика Никита Будка.
Парафія і церква належали до УГКЦ до 1948 року та з 1990 року. У проміжку з 1948 по 1990 рік вони перебували у підпорядкуванні РПЦ.
14 жовтня 2011 року, під час візитації парафії, владика Василій Семенюк освятив новозбудовані каплиці.
При парафії діють такі спільноти: «Матері в молитві», братство Матері Божої Неустанної Помочі, Марійська і Вівтарна дружини, а також братство «Апостольство молитви».
На території парафії встановлено хрест на честь скасування панщини та фігуру святого Антонія на місці, де колись стояла стара церква.
У власності парафії є проборство і катехитичний центр.

## Парохи
- о. Латинський (1802—1824),
- о. Сохацький (1844—1895),
- о. Іван Сірко (1895—1915),
- о. Микола Кулицький (1915—1918),
- декан о. Василь Яремак (1918—1941),
- о. Володимир Корчинський (1941—1945),
- о. Лев Тиховський (1945—1948),
- о. Михайло Штабель (1988—2001),
- декан о. Роман Гук (2001—2007),
- о. Євген Зарудний (з 15 лютого 2007).